# West End Frame Awards
Die West End Frame Awards sind mehrere Preise für Theater in London, die von der Theater-Website West End Frame vergeben werden. Die Preise unterscheiden sich von anderen Preisen im Theaterbereich, indem sie durch eine offene Abstimmung immer nur in einer Kategorie innerhalb eines Zeitraums vergeben werden. Im Laufes Jahres 2012 wurden Theaterfans z. B. zur Stimmabgabe in 7 Kategorien aufgerufen. Zu den Nominierten mit bekannten Profilen gehörten 2012 z. B. Kerry Ellis, Jodie Prenger, Rob Brydon und Lee Mead. Zu den Gewinnern gehörten etwa Shayne Ward das „Best West End Debut“ und Daniel Buckley für die „Funniest Performance in a West End Show“.
Im Jahr 2013 wurden wiederum Preise in mehreren Kategorien vergeben, von denen einige neu eingeführt wurden und andere bereits früher vergeben worden waren. Hierzu gehörten etwa die Kategorien „Best Jukebox musical“, „Best Performance of a Song in a Musical“, „Understudy Of The Year“ und „Best West End Debut“ gehörten.
Am 15. Mai 2013 wurde eine vollständige Liste der Nominierten für den Preis in der Kategorie „Understudy of the Year“ veröffentlicht. Die Abstimmung begann am Donnerstag, dem 16. Mai und ging über einen Zeitraum von 6 Wochen, war also wesentlich länger als die Abstimmungen für „Best Jukebox musical“ und „Best Performance of a Song in a Musical“, die jeweils nur über einen Zeitraum von 2 Wochen liefen. Den Preis für „Understudy of the Year“ gewann Ashley Dan für „The Book of Mormon“.
Im August 2013 gewann Zrinka Cvitešić den „Best West End Debut“ für ihre Leistung in Once und im Oktober gewann Sion Daniel Young den Preis für „Best Dramatic Performance“ für seine Leistung in War Horse. Die Produktion Upstairs at the Gatehouse's von Avenue Q gewann den Preis der „London Fringe Production of the Year“ im Dezember 2013. Am Jahresende wurden zudem zwei weitere Preise mit der zusätzlichen Bezeichnung „Editor’s Choice“ eingeführt, die einmal der amerikanische Komponist Scott Alan in der Kategorie „Theatrical Event of the Year“ für sein Konzert bei der IndigO2 erhielt, und dann die Produktion der Menier Chocolate Factory von The Color Purple, die den Preis in der Kategorie „Show of the Year“ gewann.
Im März 2014 wurde als erster Preis dieses Jahres ein Preis für The Book of Mormon in der Kategorie „Funniest West End Show“ vergeben. Die West-End-Produktion von Les Misérables gewann im Mai 2014 erstmals einen West End Frame Award, den das Ensemblemitglied Tam Mutu in der Kategorie „Best Performance of a Song in a Musical“ erhielt.
Auch der Preis in der Kategorie „Understudy Of The Year“ wurde im Jahr 2014 bereits zum dritten Mal vergeben. Die Abstimmung begann am Freitag, dem 6. Juni und dauerte bis Mittwoch, den 16. Juli.